# 그랜드 테프트 오토: 에피소드 프롬 리버티 시티
《그랜드 테프트 오토: 에피소드 프롬 리버티 시티》(영어: Grand Theft Auto: Episodes from Liberty City, GTA EFLC)는 미국의 록스타 노스가 개발하고 록스타 게임스가 발행하는 그랜드 테프트 오토 IV의 다운로드 가능 콘텐츠이다.